# Diana Panke
Diana Panke (* 7. Juni 1978 in Ludwigshafen am Rhein) ist eine deutsche Politikwissenschaftlerin.
Panke machte 2003 das Magister-Examen (Politikwissenschaft, Öffentliches Recht und Betriebswirtschaftslehre) an der Universität Mannheim und wurde 2007 an der Freien Universität Berlin promoviert. Seit 2007 war sie erst Lecturer und dann Associate Professor an der School of Politics and International Relations, University College Dublin. Ab Juli 2012 war sie Professorin für „Governance in Mehrebenensystemen“ an der Albert-Ludwigs-Universität Freiburg. Sie wurde für den Zeitraum von 2021 bis 2024 zur Vorsitzenden der Deutschen Vereinigung für Politikwissenschaft (DVPW) gewählt. Seit dem 1. April 2024 ist sie Direktorin des Center of International Relations am Otto-Suhr-Institut der Freien Universität Berlin.

## Schriften (Auswahl)
- Research design and method selection. Making good choices in the social sciences. SAGE, Los Angelese 2018, ISBN 9781526438621.
- Unequal actors in equalising institutions. Negotiations in the United Nations General Assembly. Palgrave Macmillan, New York 2013, ISBN 9781137363268.
- The effectiveness of the European Court of Justice. Why reluctant states comply. Manchester University Press, Manchester/New York 2010; ISBN 9780719083068.
- Small states in the European Union. Coping with structural disadvantages. Ashgate, Fanham/Burlington 2010, ISBN 9781409405283.